# Linia kolejowa nr 82
Linia kolejowa nr 82 Bąkowiec – Puławy Azoty – niezelektryfikowana, jednotorowa linia kolejowa o długości 24,635 km. Linia została wybudowana w latach 60. jako przedłużenie istniejącej linii do Wysokiego Koła, której początki sięgają 1915 r. Było to związane z zapewnieniem dogodnej przeprawy przez Wisłę na wypadek zburzenia kolejowego mostu na Wiśle w Dęblinie.

## Powstanie linii
W roku 1975 12 Pułk Kolejowy z Tarnowskich Gór wykonał budowę dojazdów kolejowych do obu brzegów Wisły. Od linii PKP Bąkowiec – Wysokie Koło wyprowadzono bocznicę stacyjną ze stacji Wysokie Koło do zachodniego brzegu Wisły, natomiast do wschodniego brzegu Wisły doprowadzono bocznicę od stacji PKP Puławy Azoty. Przeprawę przez rzekę zmontowano dwa razy - po raz pierwszy w ramach operacji Wisła 75, a po raz drugi Wisła 85 (liczby oznaczają lata w jakich operacje przeprowadzono). W roku 1975 przeprawę pokonał eszelon z czołgami prowadzony przez Ty2-1089 z MD Dęblin, a w 1986 również eszelon z czołgami, ale z ST44 na czele i drugą ST44 na końcu składu (wcześniej dla próby przejechał ST44 z pustymi platformami). 
Elementy mostu były składowane w kilku lokalizacjach; część było ułożonych przy przejeździe przez drogę Puławy - Dęblin w okolicy Wólki Gołębskiej. W latach 90 przejazd rozebrano, a dziurę w szosie zaasfaltowano. Powoli zaczęły znikać także same tory oraz kolejowa infrastruktura.
Drugim miejscem składowania elementów mostu była stacja Gołąb. W czasach świetności na ogrodzonym terenie znajdującym się za budynkiem stacyjnym (pomiędzy stacją a przejazdem na drodze Gołąb-Niebrzegów) ułożone były konstrukcje mostu; mała część ustawiona była także po przeciwnej stronie torów w pobliżu przejazdu. W II połowie lat 90., kiedy stacja Gołąb przestała być stacją, zburzono posterunki kolejowe i zniknęły elementy mostu.
Linia była jednotorowa, posiadała tylko mijanki (między innymi jedną w pobliżu przejazdu na trasie Puławy – Dęblin).
| Tor 1         | Tor 1         | Tor 1               | Tor 1     | Tor 1            |
| odcinek linii | odcinek linii | pociągi pasażerskie | szynobusy | pociągi towarowe |
| km pocz.      | km końcowy    | pociągi pasażerskie | szynobusy | pociągi towarowe |
| ------------- | ------------- | ------------------- | --------- | ---------------- |
| −0,607        | 13,925        | 0                   | 0         | 0                |
| 13,925        | 24,028        | 20                  | 20        | 20               |

## W filmie
Na linii został nakręcony fragment filmu Przedwiośnie.